# Ингрэм, Джеймс
Дже́ймс И́нгрэм (англ. James Ingram, 16 февраля 1952, Акрон, Огайо, США — 29 января 2019 года) — американский певец, инструменталист и продюсер, двукратный лауреат премии «Грэмми», а также двукратный номинант на премию «Оскар». Наибольшую известность ему принесли песни «Baby, Come to Me» и «How Do You Keep The Music Playing?» (записанные совместно с Патти Остин и спродюсированные Куинси Джонсом), а также песня «I Don’t Have The Heart».
Помимо этого, Ингрэм писал музыку к кинофильмам, в частности, популярными стали композиции «The Day I Fall In Love» (из кинофильма «Бетховен 2») и «Look What Love Has Done» (из кинофильма «Джуниор»), которые были номинированы на премии «Оскар» (1994, 1995), «Золотой глобус» (1994, 1995) и «Грэмми» (1995) в категории «Лучшая песня».

## Биография

### Детство и юность
Джеймс Ингрэм родился 16 февраля 1952 года в Акроне, Огайо, в глубоко верующей семье. Мать — Элистин Уилсон Ингрэм (англ. Alistine Wilson Ingram), отец — Генри Ингрэм (англ. Henry Ingram) служил в местном приходе Церкви Бога во Христе. Джеймс со своими пятью братьями и сёстрами с самого детства были вовлечены в церковный быт и впитали родительскую религиозность (что позднее отразилось в его творчестве и, в частности, альбоме Stand In The Light).
Отец оказывал на Джеймса огромное влияние. Он был не только духовным наставником, но и преподавателем в воскресной школе, которую посещал Джеймс. Позднее он говорил, что одним из главных принципов жизни, которые ему объяснял отец, стало послание к Евреям: «Вера же есть осуществление ожидаемого и уверенность в невидимом».
В музыкальном плане Джеймс равнялся на своего старшего брата Генри, который увлекался христианской музыкой — госпелом. Благодаря Генри Джеймс начал осваивать фортепьяно, а в дальнейшем и гитару, барабаны и синтезатор.

### Творческий путь
Джеймс Ингрэм начал свою карьеру в 1970-х как участник группы Revelation Funk вместе с Бернардом Лоусоном, который также был родом из Акрона. Revelation Funk выступали в городах Огайо и Калифорнии. После распада группы Джеймс решил остаться в Лос-Анджелесе и продолжить музыкальную карьеру там. Первое время он был известен как сессионный вокалист, чуть позднее обратил на себя внимание бывшего автора и продюсера звукозаписывающей компании Motown Records Ламонта Дозье (англ. Lamont Dozier). Дозье пригласил Ингрэма в качестве вокалиста для работы над своим новым материалом; результатом сотрудничества стала песня «Love’s Calling», вышедшая в радио-эфир.
В 1981 году Ингрэм за 50 долларов записал демо песни «Just once» для Барри Манна и Синтии Уэйл. Запись попала в руки к Куинси Джонсу и тот решил пригласить Ингрэма поучаствовать в работе над своим сольным альбомом The Dude. В итоге песня «Just once» попала в альбом, а Ингрэм выиграл премию «Грэмми» как лучший исполнитель ритм-н-блюза. Его дебютный альбом It’s Your Night был выпущен в 1983 году и включал в себя балладу «There’s No Easy Way». В общей сложности Ингрэм записал 5 студийных альбомов.
В это же время Ингрэм начал активно работать и записываться в дуэтах с такими именитыми певцами и музыкантами, как Рэй Чарльз, Анита Бейкер, Виктор Лазло, Нэнси Уилсон, Натали Коул и Кенни Роджерс. В октябре 1990 его любовная баллада «I Don’t Have The Heart» с альбома It’s Real заняла первую строчку в чарте Billboard Hot 100. В 1985 году Джеймс также принял участие в записи благотворительного сингла «We Are the World».
Однако наибольшую известность Ингрэму принесли его совместные работы с Патти Остин. В феврале 1983 года их песня «Baby, Come To Me», ставшая визитной карточкой телевизионной мыльной оперы «Главный госпиталь», заняла первое место в чарте Billboard Hot 100. Вторая их песня «How Do You Keep The Music Playing?» прозвучала в фильме «Лучшие друзья» и принесла номинацию на премию «Оскар».
Песня Джеймса и певицы Линды Ронстадт «Somewhere Out There» заняла вторую строчку чарта US Billboard Hot 100 в марте 1987 года; композиция также является саундтреком к мультфильму «Американский хвост». Песня собрала номинации на премии «Грэмми» и «Оскар», а также получила статус «золотой» (в Америке было продано свыше 500 тысяч копий).
В 1985 году помимо участия в благотворительном клипе Майкла Джексона «We Are The World» Ингрэм стал соавтором песни «P.Y.T. (Pretty Young Thing)», которая была включена в самый продаваемый альбом Джексона Thriller.
В 1990-х он возобновил сотрудничество с Куинси Джонсом, записав песню «The Secret Garden». Также в это время Ингрэм пишет всё больше музыки к кинофильмам, его песня «One More Time» стала саундтреком к фильму «Сарафина!», а «Where Did My Heart Go?» появилась в фильме «Городские пижоны». Композиция «The Day I Fall in Love», которую он спел в дуэте с Долли Партон, стала темой к фильму «Бетховен 2» и была номинирована на премию «Оскар» как лучшая песня к фильму.
Летом 2004 года Ингрэм принял участие в американском телевизионном шоу «Звездные дуэты».
Вместе с хореографом и продюсером Дебби Аллен Джеймс Ингрэм также задействован в постановке таких мюзиклов, как Alex in Wonderland, Brothers of the Night и The Legend.

### Личная жизнь
В 1974 году женился на своей школьной подруге Дебби Робинсон (англ. Debra Robinson), в браке, который длился на протяжении 35 лет, у пары родилось 6 детей.
Брат Джеймса Филипп Ингрэм также является певцом, состоял в группах Switch и Deco.
Смерть
Дже́ймс Ингрэм умер от рака мозга 29 января 2019 года, за две недели до своего 67-летия.

## Дискография

### Студийные альбомы
| Год                                                                 | Альбом               | Высшие позиции в чартах | Высшие позиции в чартах | Высшие позиции в чартах | Высшие позиции в чартах | Статус  | Лейбл              |
| Год                                                                 | Альбом               | US                      | US R&B                  | US Gospel               | UK                      | Статус  | Лейбл              |
| ------------------------------------------------------------------- | -------------------- | ----------------------- | ----------------------- | ----------------------- | ----------------------- | ------- | ------------------ |
| 1983                                                                | It’s Your Night      | 46                      | 10                      | —                       | 25                      | Золотой | Qwest/Warner Bros. |
| 1986                                                                | Never Felt So Good   | 123                     | 37                      | —                       | 72                      | —       | Qwest/Warner Bros. |
| 1989                                                                | It’s Real            | 117                     | 44                      | —                       | —                       | —       | Qwest/Warner Bros. |
| 1993                                                                | Always You           | —                       | 74                      | —                       | —                       | —       | Qwest/Warner Bros. |
| 2008                                                                | Stand (In the Light) | —                       | 63                      | 18                      | —                       | —       | Intering           |
| «—» альбом не попал в чарты или не был выпущен на территории страны |                      |                         |                         |                         |                         |         |                    |

### Сборники
| 1991                                                                | Greatest Hits: The Power of Great Music | 168 | —  | Золотой | Qwest/Warner Bros. |
| 1999                                                                | Forever More (Love Songs, Hits & Duets) | 165 | 94 | —       | Private Music      |
| «—» альбом не попал в чарты или не был выпущен на территории страны |                                         |     |    |         |                    |

### Синглы
| Год                                                                | Сингл                                                                | Высшие позиции в чартах | Высшие позиции в чартах | Высшие позиции в чартах | Высшие позиции в чартах | Альбом                                      |
| Год                                                                | Сингл                                                                | US                      | US R&B                  | US A/C                  | UK                      | Альбом                                      |
| ------------------------------------------------------------------ | -------------------------------------------------------------------- | ----------------------- | ----------------------- | ----------------------- | ----------------------- | ------------------------------------------- |
| 1981                                                               | «Just Once»                                                          | 17                      | 11                      | 7                       | —                       | The Dude                                    |
| 1981                                                               | «One Hundred Ways»                                                   | 14                      | 10                      | 5                       | —                       | The Dude                                    |
| 1982                                                               | «Baby, Come to Me»                                                   | 73                      | 37                      | —                       | 11                      | Every Home Should Have One                  |
| 1982                                                               | «Baby, Come to Me»                                                   | 1                       | 9                       | 1                       | —                       | Every Home Should Have One                  |
| 1983                                                               | «How Do You Keep the Music Playing?»                                 | 45                      | 6                       | 5                       | —                       | It’s Your Night                             |
| 1983                                                               | «Party Animal»                                                       | 101                     | 21                      | —                       | —                       | It’s Your Night                             |
| 1983                                                               | «Yah Mo B There»                                                     | 19                      | 5                       | 10                      | 12                      | It’s Your Night                             |
| 1984                                                               | «There’s No Easy Way»                                                | 58                      | 14                      | 7                       | —                       | It’s Your Night                             |
| 1984                                                               | «She Loves Me (The Best That I Can)»                                 | —                       | 59                      | 19                      | —                       | It’s Your Night                             |
| 1984                                                               | «What About Me?»                                                     | 15                      | 57                      | 1                       | 92                      | What About Me?                              |
| 1985                                                               | «It’s Your Night»                                                    | —                       | —                       | —                       | 25                      | It’s Your Night                             |
| 1986                                                               | «Always»                                                             | —                       | 27                      | —                       | —                       | Never Felt So Good                          |
| 1986                                                               | «I Just Can’t Let Go»                                                | —                       | —                       | 13                      | —                       | Anywhere You Go                             |
| 1986                                                               | «Never Felt So Good»                                                 | —                       | 86                      | —                       | —                       | Never Felt So Good                          |
| 1986                                                               | «Somewhere Out There»                                                | 2                       | —                       | 4                       | 8                       | An American Tail                            |
| 1987                                                               | «Better Way»                                                         | —                       | 66                      | 40                      | —                       | Beverly Hills Cop II                        |
| 1989                                                               | «It’s Real»                                                          | —                       | 8                       | —                       | 83                      | It’s Real                                   |
| 1989                                                               | «I Wanna Come Back»                                                  | —                       | 18                      | —                       | —                       | It’s Real                                   |
| 1989                                                               | «(You Make Me Feel Like) A Natural Man»                              | —                       | 30                      | —                       | —                       | It’s Real                                   |
| 1990                                                               | «The Secret Garden (Sweet Seduction Suite)»                          | 31                      | 1                       | 26                      | 67                      | Back on the Block                           |
| 1990                                                               | «I Don’t Have the Heart»                                             | 1                       | 53                      | 2                       | —                       | It’s Real                                   |
| 1990                                                               | «When Was the Last Time the Music Made You Cry»                      | —                       | 81                      | 29                      | —                       | It’s Real                                   |
| 1991                                                               | «Where Did My Heart Go»                                              | —                       | —                       | 23                      | —                       | City Slickers                               |
| 1991                                                               | «Get Ready»                                                          | —                       | 59                      | —                       | —                       | The Greatest Hits: The Power of Great Music |
| 1993                                                               | «Someone Like You»                                                   | —                       | —                       | 34                      | —                       | Always You                                  |
| 1994                                                               | «The Day I Fall in Love»                                             | —                       | —                       | 36                      | 64                      | Beethoven’s 2nd                             |
| 1994                                                               | «I Don’t Want to Be Alone for Christmas (Unless I’m Alone with You)» | —                       | —                       | —                       | —                       | A Very Merry Chipmunk                       |
| 1995                                                               | «When You Love Someone»                                              | 111                     | 71                      | 39                      | —                       | Forget Paris                                |
| 1998                                                               | «Give Me Forever (I Do)»                                             | 66                      | —                       | 5                       | —                       | Pure Movies                                 |
| 1999                                                               | «Forever More (I’ll Be the One)»                                     | —                       | —                       | 12                      | —                       | One World                                   |
| «—» сингл не попал в чарты или не был выпущен на территории страны |                                                                      |                         |                         |                         |                         |                                             |

## Награды и номинации
Джеймс Ингрэм является обладателем двух премий «Грэмми» (будучи номинированным 14 раз), помимо этого он дважды номинировался на премии «Оскар» и «Золотой глобус».

### «Грэмми»
| Год[≡] | Номинированная работа/Номинант                       | Категория                                                                                   | Результат |
| ------ | ---------------------------------------------------- | ------------------------------------------------------------------------------------------- | --------- |
| 1982   | Джеймс Ингрэм                                        | Лучший новый артист                                                                         | Номинация |
| 1982   | «Just Once»                                          | Лучшее мужское вокальное поп-исполнение                                                     | Номинация |
| 1982   | «One Hundred Ways»                                   | Лучшее мужское вокальное R&B-исполнение                                                     | Победа    |
| 1984   | «How Do You Keep the Music Playing?» (с Патти Остин) | Лучшее вокальное R&B-исполнение дуэтом или группой                                          | Номинация |
| 1984   | «P.Y.T. (Pretty Young Thing)»                        | Лучшая R&B-песня (в соавторстве с Куинси Джонсом)                                           | Номинация |
| 1984   | «Party Animal»                                       | Лучшее мужское вокальное R&B-исполнение                                                     | Номинация |
| 1985   | «Yah Mo B There» (с Майклом Макдональдом)            | Лучшее вокальное R&B-исполнение дуэтом или группой                                          | Победа    |
| 1985   | It’s Your Night                                      | Лучшее мужское вокальное R&B-исполнение                                                     | Номинация |
| 1985   | «Yah Mo B There»                                     | Лучшая R&B-песня (в соавторстве с Куинси Джонсом, Родом Темпертоном и Майклом Макдональдом) | Номинация |
| 1988   | «Somewhere Out There» (с Линдой Ронстадт)            | Лучшее вокальное поп-исполнение дуэтом или группой                                          | Номинация |
| 1991   | «I Don’t Have the Heart»                             | Лучшее мужское вокальное поп-исполнение                                                     | Номинация |
| 1991   | «The Secret Garden»                                  | Лучшее вокальное R&B-исполнение дуэтом или группой                                          | Номинация |
| 1995   | «The Day I Fall In Love»                             | Лучшая песня для визуального представления                                                  | Номинация |
| 1996   | «When You Love Someone» (с Анитой Бейкер)            | Лучшее совместное вокальное поп-исполнение                                                  | Номинация |

[^] Ссылки ведут на статьи о церемониях вручения премии «Грэмми» за соответствующий год.

### «Оскар»
| Год[≡] | Номинированная работа                          | Категория    | Результат |
| ------ | ---------------------------------------------- | ------------ | --------- |
| 1994   | «The Day I Fall In Love» (из к/ф «Бетховен 2») | Лучшая песня | Номинация |
| 1995   | «Look What Love Has Done» (из к/ф «Джуниор»)   | Лучшая песня | Номинация |

[^] Ссылки ведут на статьи о церемониях вручения премии «Оскар» за соответствующий год.

### «Золотой глобус»
| Год  | Номинированная работа                          | Категория    | Результат |
| ---- | ---------------------------------------------- | ------------ | --------- |
| 1994 | «The Day I Fall In Love» (из к/ф «Бетховен 2») | Лучшая песня | Номинация |
| 1995 | «Look What Love Has Done» (из к/ф «Джуниор»)   | Лучшая песня | Номинация |